# Hattenhofen (Marktoberdorf)
 Hattenhofen  ist ein Gemeindeteil der Stadt Marktoberdorf im Landkreis Ostallgäu im bayerischen Regierungsbezirk Schwaben. 

## Geographie
Das Kirchdorf liegt westlich des Hauptortes Marktoberdorf. Westlich des Ortes verläuft die Bundesstraße 12 und südlich die Bundesstraße 472. Östlich fließt die Wertach, südwestlich erstreckt sich das rund 49 Hektar große Naturschutzgebiet Räsenmoos.

## Bauwerke
In der Liste der Baudenkmäler in Marktoberdorf ist für Hattenhofen ein Baudenkmal aufgeführt:
- Die spätgotische katholische Filialkirche St. Andreas ist ein Saalbau mit Nordturm und Steildächern. Um 1680 wurde das Schiff erhöht, verlängert und umgestaltet.